# Sinagogas del gueto de Mantua

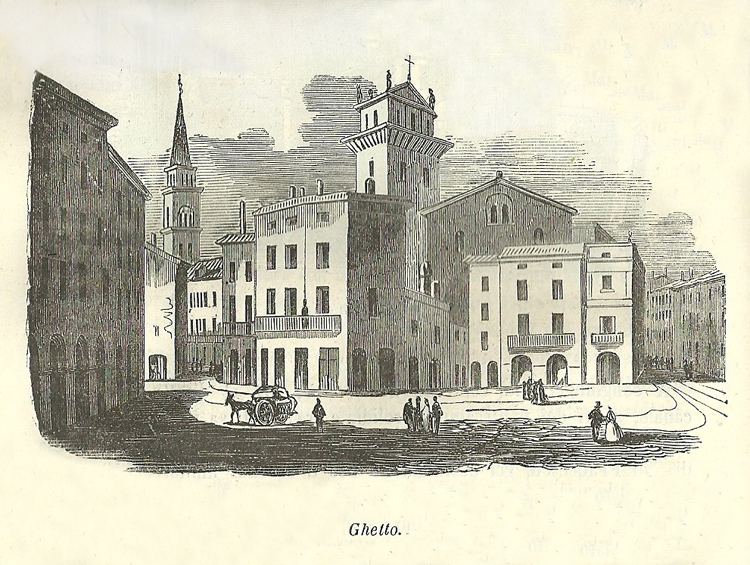
El gueto de Mantua

Las seis sinagogas del gueto de Mantua, fueron construidas entre los siglos XVI y XVII, actualmente desaparecidas tras la demolición del barrio judío a principios del siglo XX. De solo una, la Norsa Torrazzo, el mobiliario y la decoración permanecen, ya que se decidió reconstruirla como era en un otro edificio elegido como nueva sede de la comunidad judía de Mantua.

## Las sinagogas del gueto
De las seis sinagogas o scuolas que existieron dentro del gueto durante los años de mayor expansión de la comunidad judía en Mantua, tres eran de rito Ashkenazi y tres de rito italiano.
Las sinagogas de rito Ashkenazi (Porta, Ostiglia y Beccheria o Grande) asomaban a la Piazza dell'Aglio (actual Piazza Concordia). Fueron construidas a finales del siglo XVI: en 1588 (Porta) y las otras dos en 1595. Tras el declive que afectó a la comunidad mantuana, las dos primeras se cerraron al culto en 1846, la tercera en 1900, para luego ser derribadas en 1904 con motivo de la gran demolición que afectó la zona del antiguo gueto.
Las tres sinagogas de rito italiano (Grande Italiana, Cases y Norsa Torrazzo) estaban ubicadas en cambio en contrada del Tubo (actual vía Bertani). La Scuola Grande, que fue erigida en 1635 y renovada en 1749, fue demolida en 1938 y sus muebles enviados a Israel, en la Yeshiva Ponivez de Bnei Barak. El mismo destino sufrió la Cases, que fue abierta al culto en 1595 y demolida en 1929; su mobiliario se encuentra hoy en Jerusalén, en el Heichal Shlomo, la sede del Gran Rabinato de Israel. El edificio de la sinagoga Norsa Torrazzo, que data de 1513, también fue condenada a demolición. Sin embargo, entre 1899 y 1902 se decidió reconstruirla fielmente en via Govi 11, reproduciendo la estructura y la decoración en una escala algo menor y conservando el mobiliario.